# Orbec
Orbec est une commune française située dans le département du Calvados en région Normandie, peuplée de 1 963 habitants.

## Géographie
La commune d'Orbec est arrosée par l'Orbiquet, affluent de la Touques, et la Vespière.
Orbec se situe à 73 km de la préfecture qui est Caen, à 20 km de la sous-préfecture de Lisieux, 15 km du Sap et à 35 km de L'Aigle.
La ville côtière la plus proche est Trouville-sur-Mer à 50 km.
La commune héberge l'usine de camembert de la marque Lanquetot.

### Hydrographie
La commune est située dans le bassin Seine-Normandie. Elle est drainée par l'Orbiquet, le fossé 01 du Vau Cellier, le fossé 01 de la commune d'Orbec, des bras de l'Orbiquet et divers autres petits cours d'eau,.
L'Orbiquet, d'une longueur de 30 km, prend sa source dans la commune de La Folletière-Abenon et se jette  dans la Touques à Lisieux, après avoir traversé onze communes. 

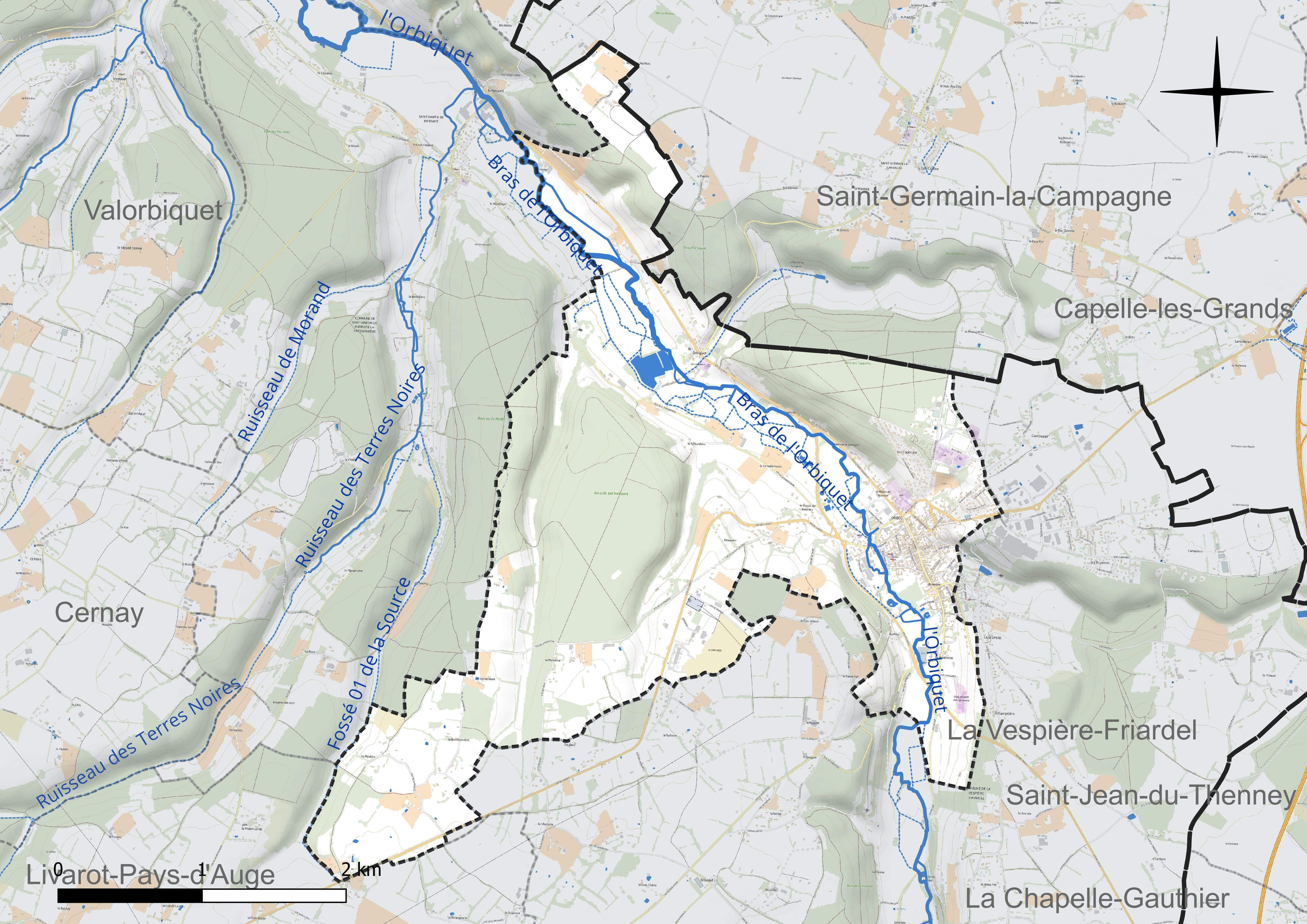
Réseau hydrographique d'Orbec.

### Climat
Pour des articles plus généraux, voir Climat de la Normandie et Climat du Calvados.
En 2010, le climat de la commune est de type climat océanique dégradé des plaines du Centre et du Nord, selon une étude du CNRS s'appuyant sur une série de données couvrant la période 1971-2000. En 2020, Météo-France publie une typologie des climats de la France métropolitaine dans laquelle la commune est exposée à un climat océanique et est dans une zone de transition entre les régions climatiques « Côtes de la Manche orientale » et « Normandie (Cotentin, Orne) ». Parallèlement le GIEC normand, un groupe régional d'experts sur le climat, différencie quant à lui, dans une étude de 2020, trois grands types de climats pour la région Normandie, nuancés à une échelle plus fine par les facteurs géographiques locaux. La commune est, selon ce zonage, exposée à un « climat contrasté des collines », correspondant au pays d'Auge, Lieuvin et Roumois, moins directement soumis aux flux océaniques et connaissant toutefois des précipitations assez marquées en raison des reliefs collinaires qui favorisent leur formation.
Pour la période 1971-2000, la température annuelle moyenne est de 10,4 °C, avec une amplitude thermique annuelle de 13,7 °C. Le cumul annuel moyen de précipitations est de 825 mm, avec 12,9 jours de précipitations en janvier et 8,4 jours en juillet. Pour la période 1991-2020, la température moyenne annuelle observée sur la station météorologique la plus proche, située sur la commune de Ticheville à 16 km à vol d'oiseau, est de 10,9 °C et le cumul annuel moyen de précipitations est de 826,1 mm,. Pour l'avenir, les paramètres climatiques de la commune estimés pour 2050 selon différents scénarios d'émission de gaz à effet de serre sont consultables sur un site dédié publié par Météo-France en novembre 2022.

## Urbanisme

### Typologie
Au 1er janvier 2024, Orbec est catégorisée bourg rural, selon la nouvelle grille communale de densité à 7 niveaux définie par l'Insee en 2022. Elle appartient à l'unité urbaine d'Orbec, une agglomération intra-départementale dont elle est ville-centre,. La commune est en outre hors attraction des villes,.

### Occupation des sols
L'occupation des sols de la commune, telle qu'elle ressort de la base de données européenne d'occupation biophysique des sols Corine Land Cover (CLC), est marquée par l'importance des territoires agricoles (57,5 % en 2018), en diminution par rapport à 1990 (58,4 %). La répartition détaillée en 2018 est la suivante : prairies (47,4 %), forêts (30,2 %), zones urbanisées (12,3 %), terres arables (5,5 %), zones agricoles hétérogènes (4,6 %). L'évolution de l'occupation des sols de la commune et de ses infrastructures peut être observée sur les différentes représentations cartographiques du territoire : la carte de Cassini (XVIIIe siècle), la carte d'état-major (1820-1866) et les cartes ou photos aériennes de l'IGN pour la période actuelle (1950 à aujourd'hui).

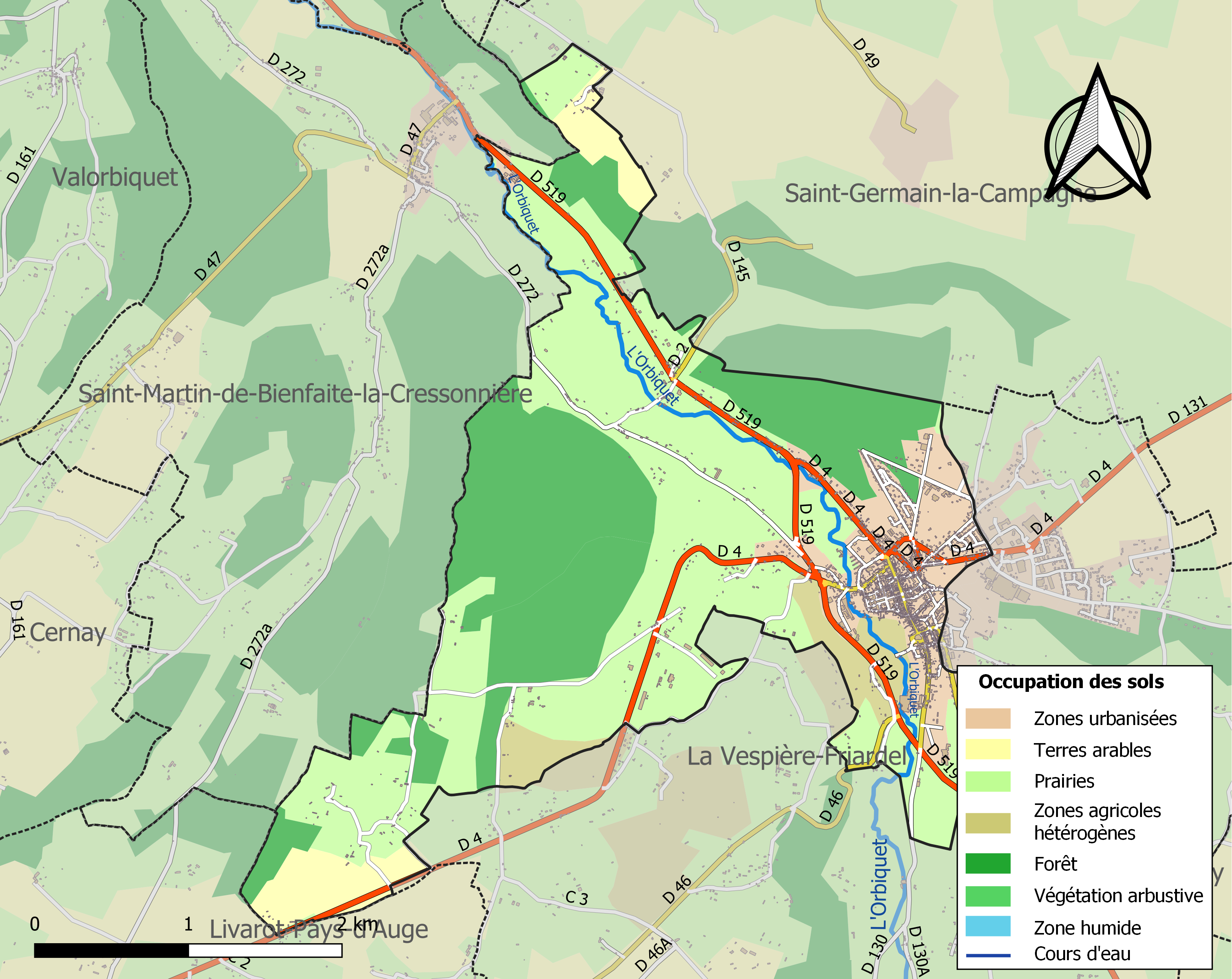
Carte des infrastructures et de l'occupation des sols de la commune en 2018 (CLC).

## Toponymie
Le nom de la localité est attesté sous la forme latinisée Orbeccus en 1090, puis Orbec en 1172.
La nature du second élément -bec fait l'unanimité chez les toponymistes, il s'agit de l'appellatif toponymique normand bec, issu du vieux norrois bekkr « ruisseau, cours d'eau » très fréquent en Normandie et qui a servi à dénommer des petits cours d'eau et ceux d'importance moyenne (le Robec, le Sébec, etc.) par la suite, également des localités qui se sont développées sur leurs cours (cf. Bolbec, Caudebec, etc.),,,,.
En revanche, la nature du premier élément Or- divise davantage :
- le vieux haut allemand uro « auroch, taureau sauvage », tout comme Orbais, Orbey, Urbès et Urbeis[23] ;
- un nom commun germanique comme ort « lieu »[26] ;
- l'ancien scandinave aurr « graviers, cailloux »[27],[24] ou plutôt « boue, limon ».

À noter qu'une combinaison de bekkr avec un terme germanique (ou vieux haut allemand), entendre « germanique occidental et continental », est peu vraisemblable : les nombreux hydronymes et toponymes en -bec ne sont en principe jamais associés au germanique continental, ensuite pour justifier cette thèse, il faudrait que le vieux bas francique *baki « ruisseau », qui a donné les terminaisons -bais, -baix, -bet(s) au nord de la France, ait fait place au scandinave -bekkr ce que ne confirment pas les formes anciennes. Il est possible d'y voir également le substantif roman or qui convient aussi bien que l'ancien scandinave aurr, les noms en -bec étant parfois combinés à des éléments romans (cf. Drubec), d'où le sens global de « ruisseau des graviers ou boueux » ou « ruisseau doré ». Orbec possède peut-être un homonyme au Danemark : Ørbæk.
Le nom du ruisseau l'Orbiquet qui traverse la commune devait porter le nom primitif d'Orbec, mais il a été suffixé en -et pour éviter la confusion avec le nom du village d'où l'hydronyme *Orbeket, *Orbecquet (becquet signifiant précisément « petit ruisseau » en ancien normand) devenu Orbiket, attesté en 1243.

## Histoire
Bien que des objets datant de la préhistoire et de la période gallo-romaine aient été trouvés dans la région proche d'Orbec et qu'une voie romaine (reliant Harfleur au Mans) passant dans la vallée est attestée, le site, propice à l'implantation humaine, n'a été exploité régulièrement qu'à partir de la période normande.
Au XIe siècle, les terres d'Orbec appartiennent aux ducs de Normandie. En 1030, le duc Robert Ier cède Orbec et ses dépendances à son cousin Gilbert de Brionne. Son fils Richard, seigneur d'Orbec, participe à la conquête de l'Angleterre et y reçoit d'importants domaines dans le Sufolk et le Kent, ses descendants prennent le titre de comtes de Clare. Orbec devient alors le siège d'une vicomté. En 1153 Galéran IV de Meulan, qui usurpe le château de Montfort, alors qu'il se rend à une conférence à Bernai, sera enlevé et emprisonné dans le château d'Orbec par son neveu Robert de Montfort, jusqu'à ce que Galéran promettre de rendre Montfort à son neveu.
En 1354, à la suite du traité de Mantes, la ville est cédée par le roi de France Jean II le Bon à son gendre le roi Charles II de Navarre, avec de nombreuses autres terres normandes.
Possession anglaise, la ville est ravagée pendant la guerre de Cent Ans et le roi de France Charles V ordonne le démantèlement du château d'Orbec en 1379. La paix revenue, Orbec prospère pour être élevé au rang de bailliage en 1583. Sa juridiction est alors la plus importante de Normandie et la petite bourgade attire lettrés et bourgeois qui y bâtissent de belles maisons à pans de bois. Son économie repose sur les moulins, les tanneries, les filatures et la poterie. Au XVIIe siècle, une nouvelle noblesse de robe construit des hôtels particuliers et participe activement au mouvement religieux de la Contre-Réforme. L'Hôtel-Dieu est rétabli, le prieuré des Augustines s'installe rue des Moulins (1632) et le couvent des Capucins route de Lillebonne (1644). Au cours du XVIIIe siècle, les quartiers de la Croix aux Lionnets et du Pont-Guernet se densifient. Des hôtels particuliers avec jardins à la française s'installent autour de la rue Grande, de la rue de Geôle ou de la rue des Trois-Croissants.

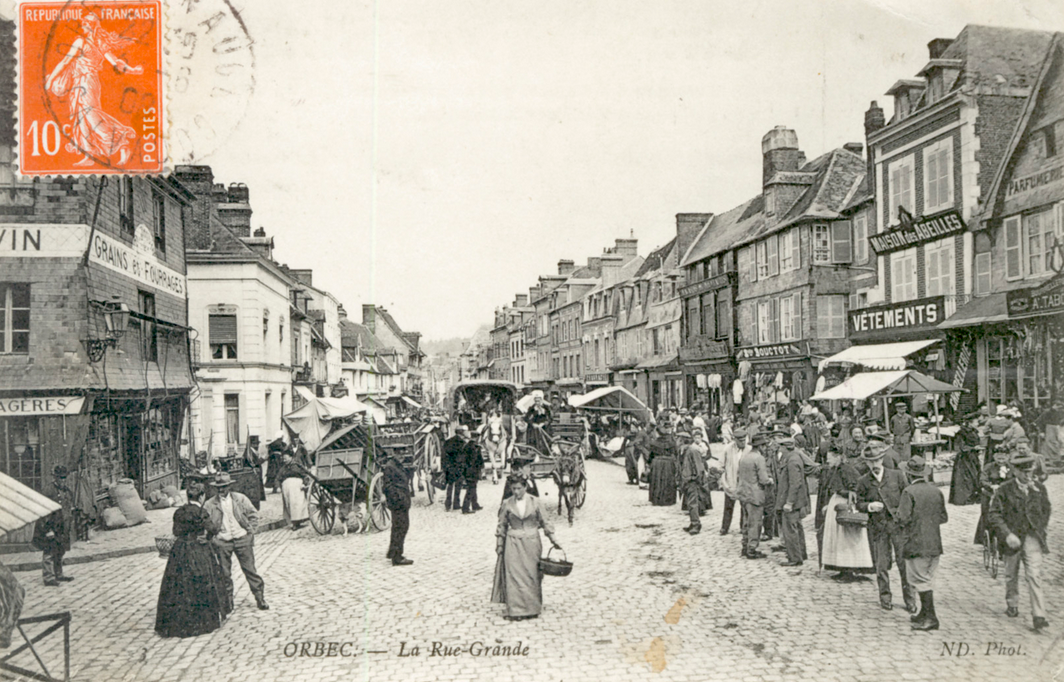
Orbec, rue Grande en 1908.

Les dernières grandes transformations urbaines ont lieu sous Louis-Philippe avec les créations de la rue de la République, de la place du Marché-aux-Veaux, du boulevard de Beauvais et le percement des rues de L'Aigle et de Livarot. Le long de ces nouvelles voies, les immeubles sont désormais construits en briques.
Dépeuplé par l'exode rural au début du XXe siècle, Orbec n'est pas épargnée par la Seconde Guerre mondiale. Dès 1943, plusieurs réseaux de résistants s'organisent dans la région :
- le groupe La Marseillaise (Front national, communiste) ;
- le groupe Michel de Normandie (SOE) ;
- le groupe Gérard (SOE).

Orbec souffre des combats de la Libération. Le 23 août 1944, les Canadiens du Queen's Own Cameron Highlanders prennent la ville de nuit avec l'aide des Forces françaises de l'intérieur. Des unités de la 10. SS-Panzer-Division « Frundsberg » positionnées sur les hauteurs à l'est résistent cependant et tirent sur la ville. Ils lancent même une contre-attaque qui est repoussée par les Canadiens. Le flot des réfugiés fuyant les combats trouve alors abri dans une carrière a usage de champignonnière.
Orbec se revitalise dans les années 1950 avec l'implantation de petites industries. La ville s'accroît en périphérie entraînant une désaffection du centre. En 1976, l'État lance une politique nationale de sauvegarde des centres anciens et la vieille ville est inscrite parmi les sites protégés en mai 1979.

## Politique et administration

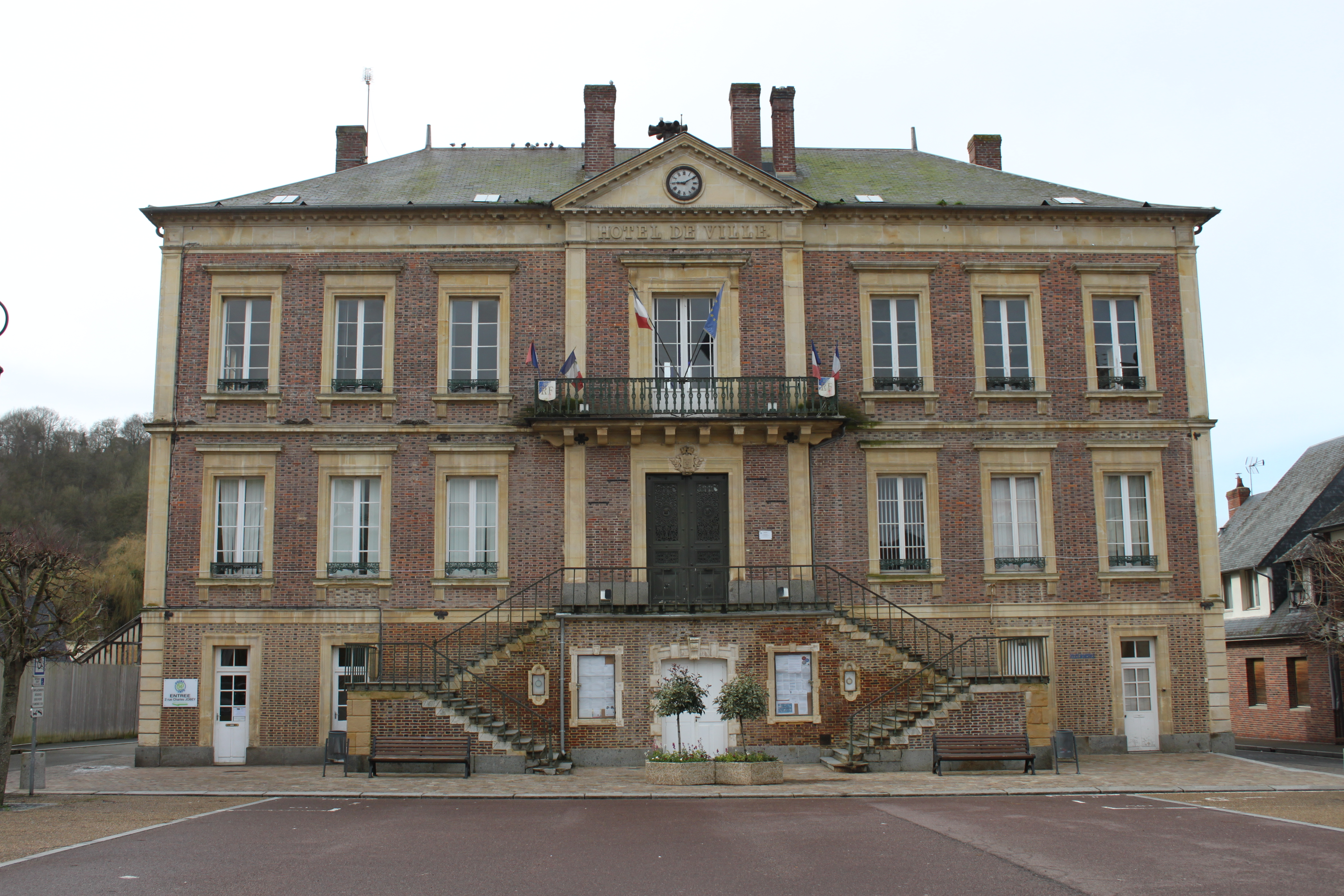
La mairie.

### Liste des maires
| Période                                  | Période                   | Identité                         | Étiquette | Qualité |
| ---------------------------------------- | ------------------------- | -------------------------------- | --------- | --- |
| Les données manquantes sont à compléter. |                           |                                  |           | |
| août 1830                                | 1866                      | Eustache-Placide La Croix        |           | Docteur médecin, président du Conseil d'arrondissement de Lisieux |
| juillet 1867                             | février 1868              | Eugène Bigot du Chapelet         |           | Banquier |
| décembre 1868                            | 1873                      | Adolphe Moissard                 |           | Marchand mercier |
| 1874                                     | 1877                      | Frédéric Luc Hélix d'Hacqueville |           | Magistrat |
| Les données manquantes sont à compléter. |                           |                                  |           | |
| ?                                        | janvier 1907 (révocation) | M. Lebarbé                       |           | Notaire |
| janvier 1907                             | ?                         | Gustave Levillain                |           | |
| v. 1919                                  |                           | M. Godefroy                      |           | |
| v. 1929                                  |                           | M. Leviplain                     |           | |
| 1945                                     | après 1961                | Albert Morin                     | RI        | Ingénieur horticole conseiller général d'Orbec (1945 → 1964) |
| avant 1965                               | février 1967 (décès)      | Léon Mézières                    |           | Agriculteur |
| avril 1967                               | mars 1977                 | Marie-Thérèse Fortin             |           | Enseignante |
| mars 1977                                | mai 1987 (décès)          | Guy Viquesnel                    | DVD       | Exploitant agricole conseiller général d'Orbec (1972 → 1987) conseiller régional de Basse-Normandie (1980 → 1986) président du district de l'agglomération orbecquoise (1977 → ?) |
| juillet 1987                             | juin 1995 (décès)         | Joseph Fleuret                   |           | Retraité président du district de l'agglomération orbecquoise (1987 → 1990) |
| juin 1995                                | mars 2001                 | Pierre Fosse                     |           | Enseignant |
| mars 2001                                | En cours                  | Étienne Cool                     | DVD       | Kinésithérapeute |

## Démographie
L'évolution du nombre d'habitants est connue à travers les recensements de la population effectués dans la commune depuis 1793. Pour les communes de moins de 10 000 habitants, une enquête de recensement portant sur toute la population est réalisée tous les cinq ans, les populations de référence des années intermédiaires étant quant à elles estimées par interpolation ou extrapolation. Pour la commune, le premier recensement exhaustif entrant dans le cadre du nouveau dispositif a été réalisé en 2007.
En 2022, la commune comptait 1 963 habitants, en évolution de −5,76 % par rapport à 2016 (Calvados : +1,58 %, France hors Mayotte : +2,11 %).
| 1793  | 1800  | 1806  | 1821  | 1831  | 1836  | 1841  | 1846  | 1851  |
| ----- | ----- | ----- | ----- | ----- | ----- | ----- | ----- | ----- |
| 3 057 | 2 704 | 3 002 | 3 000 | 3 209 | 3 357 | 3 357 | 3 519 | 3 441 |

| 1856  | 1861  | 1866  | 1872  | 1876  | 1881  | 1886  | 1891  | 1896  |
| ----- | ----- | ----- | ----- | ----- | ----- | ----- | ----- | ----- |
| 3 250 | 3 266 | 3 219 | 2 981 | 3 013 | 3 217 | 3 251 | 3 151 | 3 000 |

| 1901  | 1906  | 1911  | 1921  | 1926  | 1931  | 1936  | 1946  | 1954  |
| ----- | ----- | ----- | ----- | ----- | ----- | ----- | ----- | ----- |
| 2 933 | 3 101 | 2 974 | 2 700 | 2 710 | 2 837 | 2 892 | 3 180 | 3 053 |

| 1962  | 1968  | 1975  | 1982  | 1990  | 1999  | 2006  | 2007  | 2012  |
| ----- | ----- | ----- | ----- | ----- | ----- | ----- | ----- | ----- |
| 2 862 | 3 211 | 3 363 | 2 832 | 2 642 | 2 564 | 2 422 | 2 400 | 2 248 |

| 2017  | 2022  | - | - | - | - | - | - | - |
| ----- | ----- | - | - | - | - | - | - | - |
| 2 013 | 1 963 | - | - | - | - | - | - | - |

## Lieux et monuments
- Orbec est une étape du pèlerinage du mont Saint-Michel (Itinéraire culturel du Conseil de l'Europe) sur le chemin venant d'Amiens par Bernay.
- La ville possède un manoir classé au titre des monuments historiques et converti en musée depuis 1980. C'est une maison à pans de bois du XVIe siècle dont les façades, ornées d'un entre-colombage de tuileaux, silex et triangles de pierre, exposent des personnages sculptés. Le musée est consacré aux arts et traditions populaires et à l'histoire locale.
- L'église Notre-Dame d'Orbec, dédiée à la Sainte Vierge dans le mystère de son assomption, a été reconstruite après la guerre de Cent Ans sur l'emplacement de la chapelle Saint-Jean. Son plan est une croix latine avec une nef de la largeur du chœur et un transept ample. Elle est dominée par une haute tour défensive de style anglais avec contreforts en angle et plateformes et surmontée d'un clocher de 43 mètres de haut. L'édifice possède un buffet d'orgue, des vitraux du XVIe siècle et une statuette du christ autrefois appartenant au calvaire qui surplombait la cité et devant lequel les condamnés à mort faisaient amende honorable avant d'être conduits au gibet.
- La commune abrite également le château de Launay, une construction de villégiature datée de la seconde moitié du XIXe siècle, inscrite au titre des monuments historiques par arrêté du 19 septembre 2005[49].
- Le couvent des Augustines.
- Le manoir Venelle-Dossin, avec sa tourelle-escalier classée au titre des monuments historiques .
- L'ancien hospice et sa chapelle.
- L'hôtel de Croisy.
- Motte féodale avec des ruines en partie XIIe siècle[50] d'un ancien château à double enceinte démantelé en 1378[51]. Le site est situé sur le plateau qui domine la ville et la vallée de l'Orbiquet à l'est[50].
- Vestiges de l'ancienne enceinte urbaine de la fin du XIVe ou XVe siècle[52].
- Muraille avec contreforts, rue Saint-Remy, de l'ancienne prison dépendant du château[51].
- Vestige d'une motte à double enceinte au lieu-dit le Bonnet carré[52].

Orbec est riche en maisons en pan de bois.

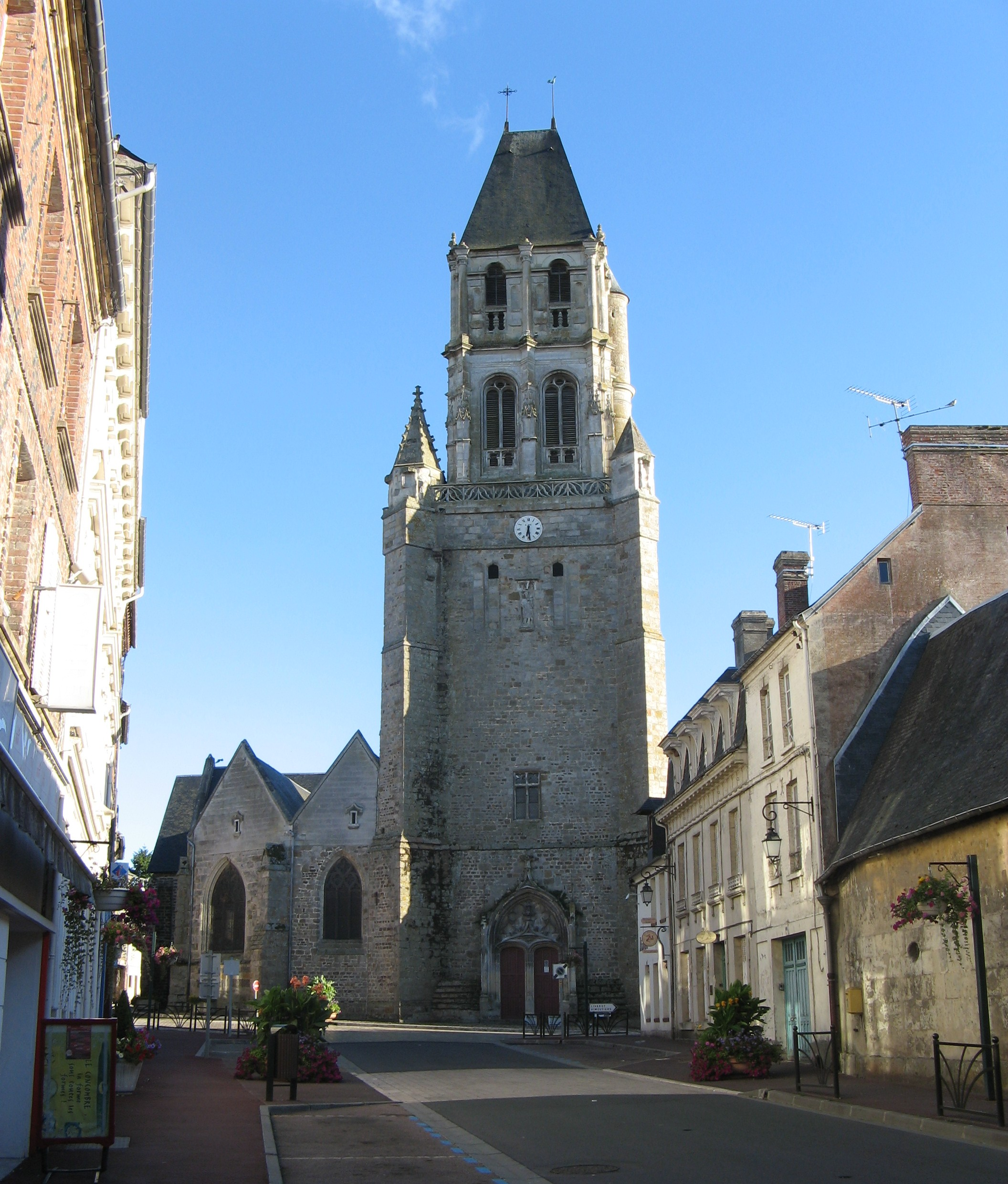
Le clocher de l'église Notre-Dame.
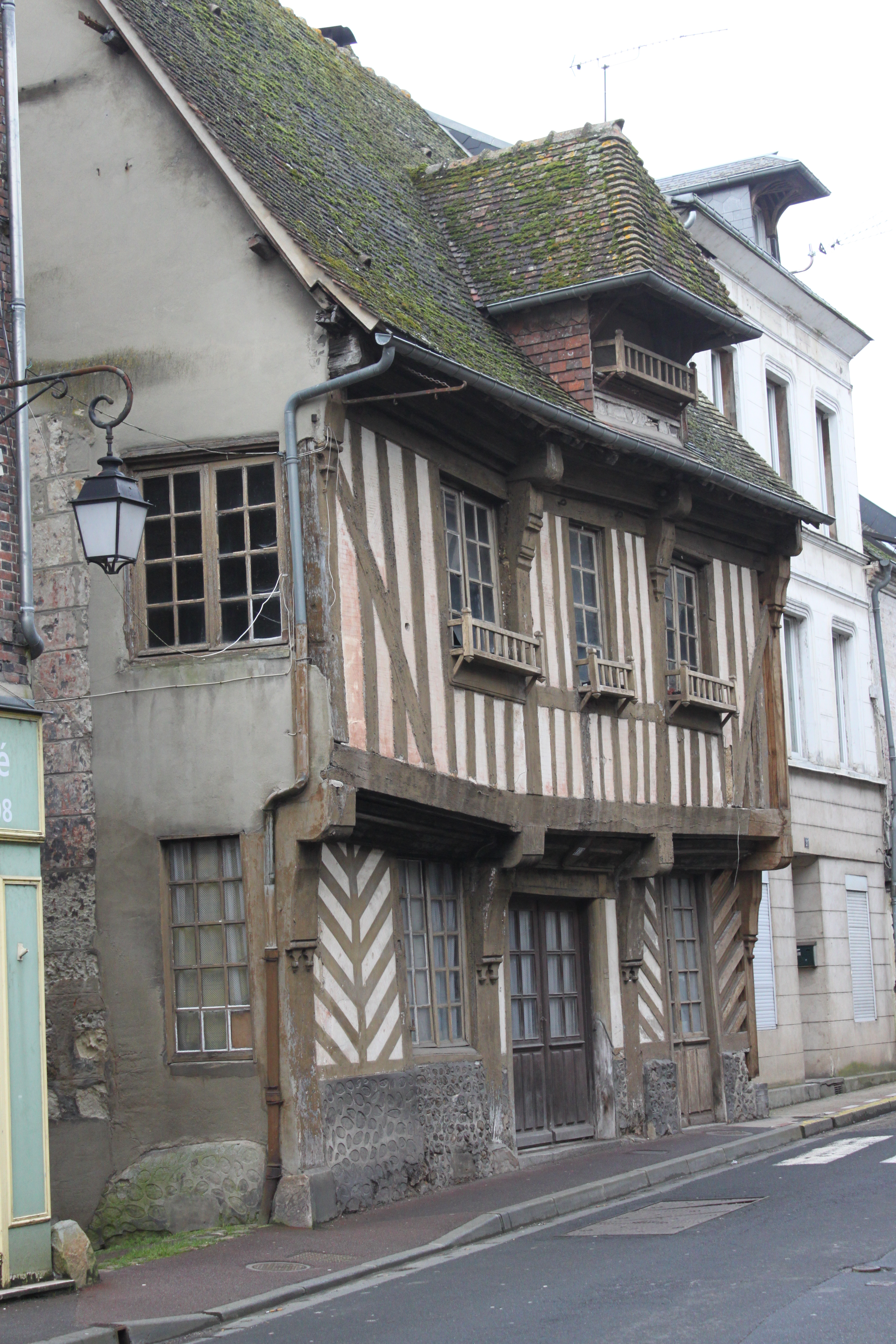
Maison à pan de bois.
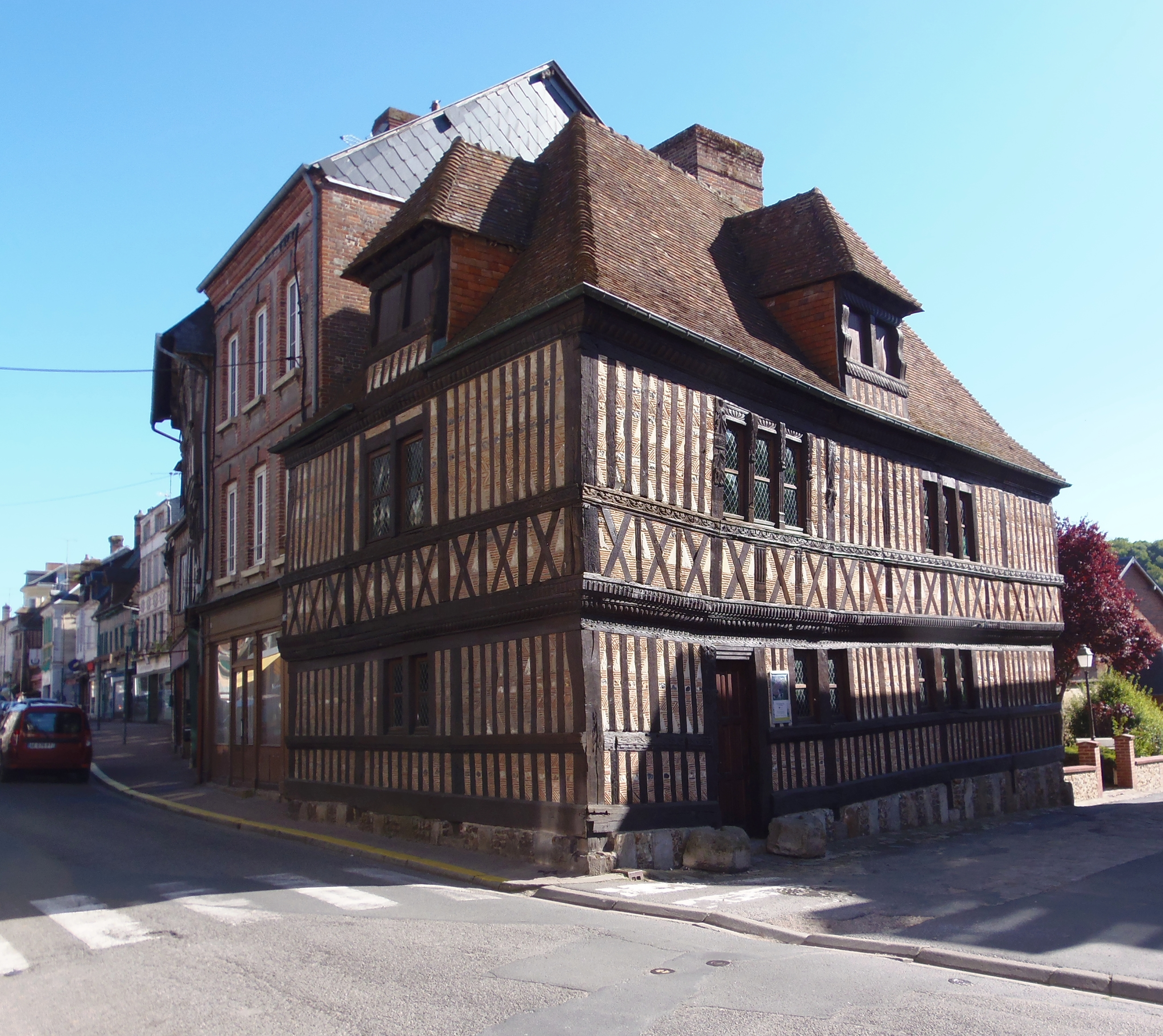
Le Vieux Manoir.
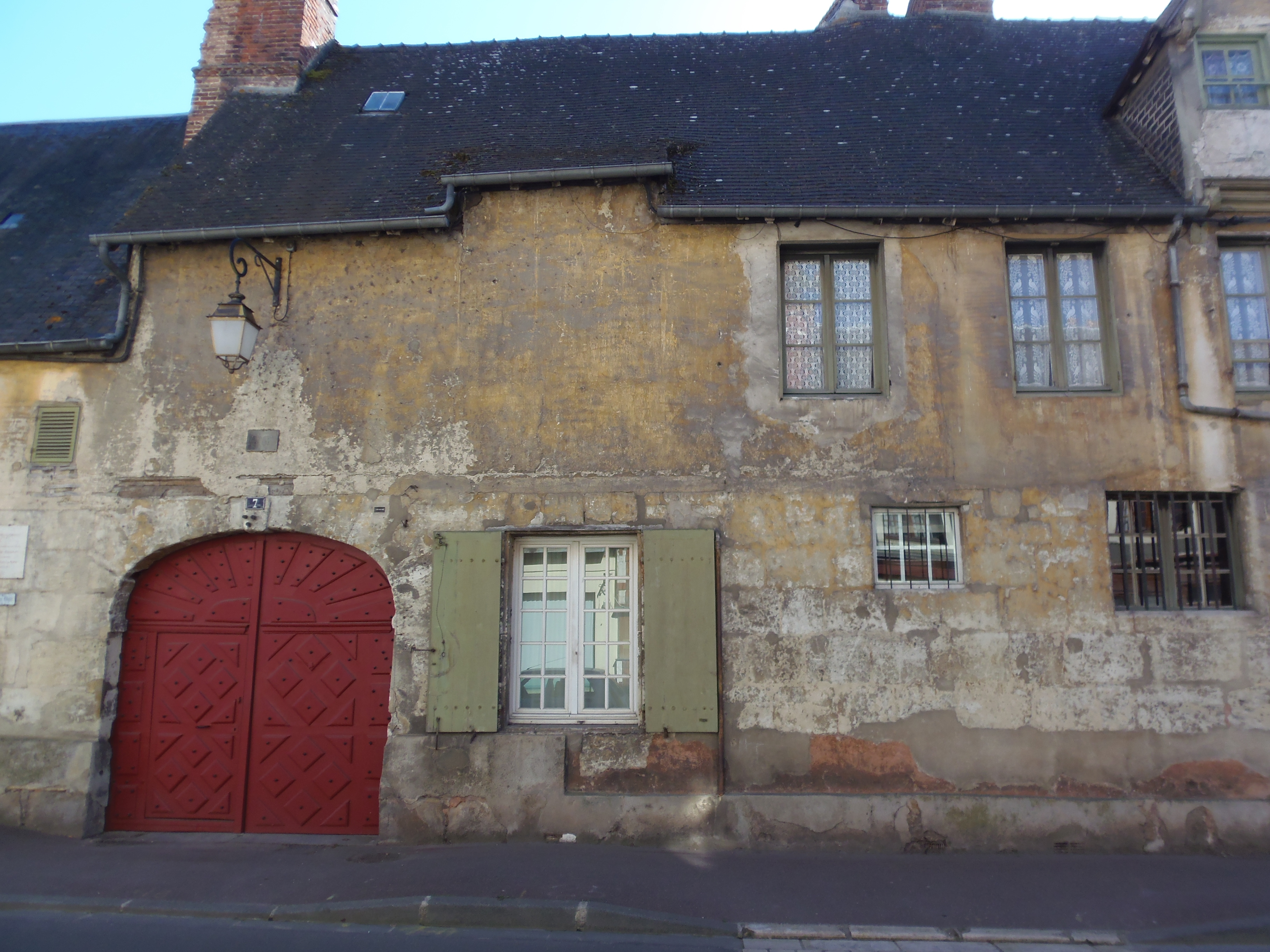
L'hôtel de Croisy.
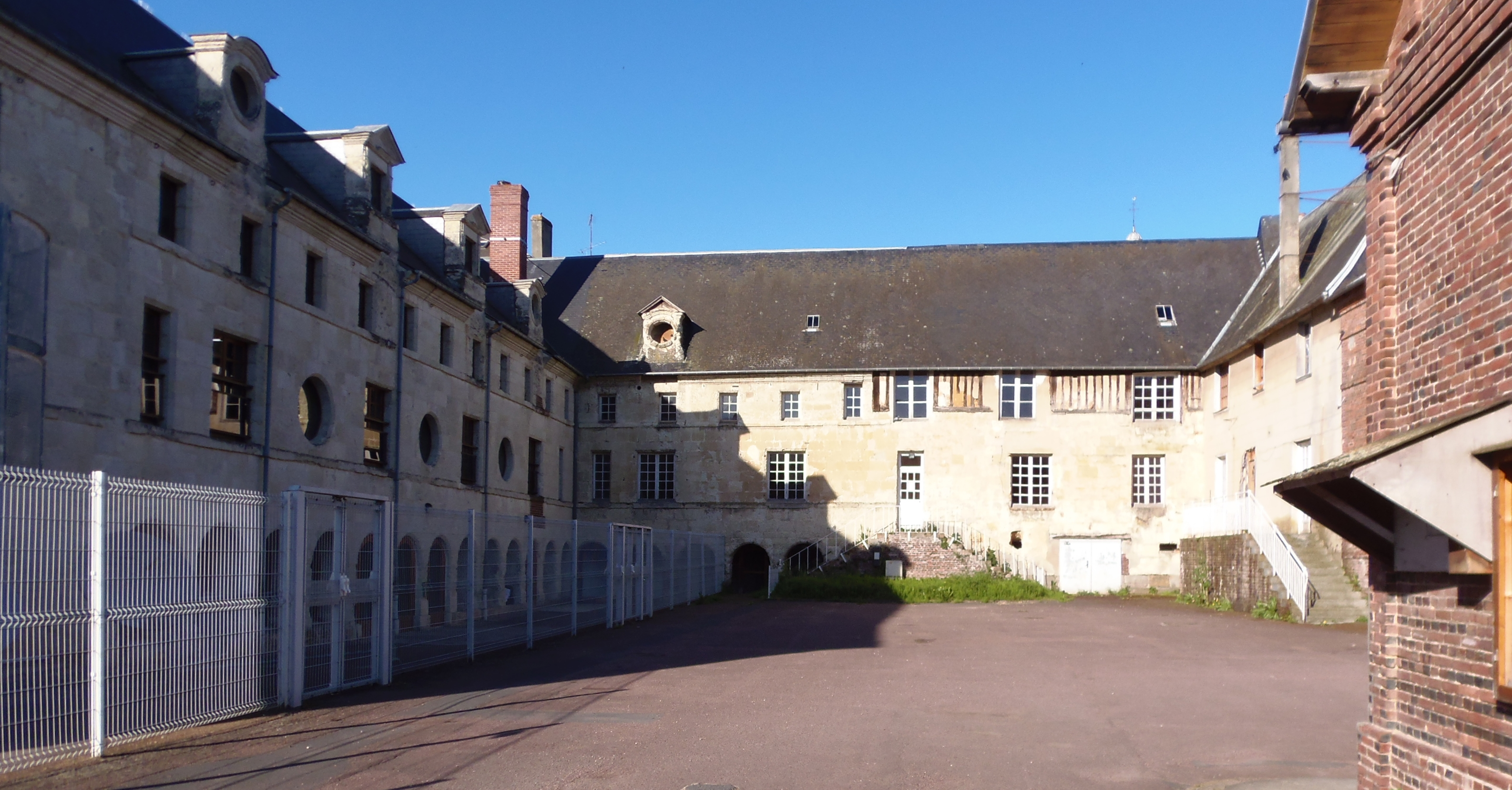
L'ancien couvent des Augustines.
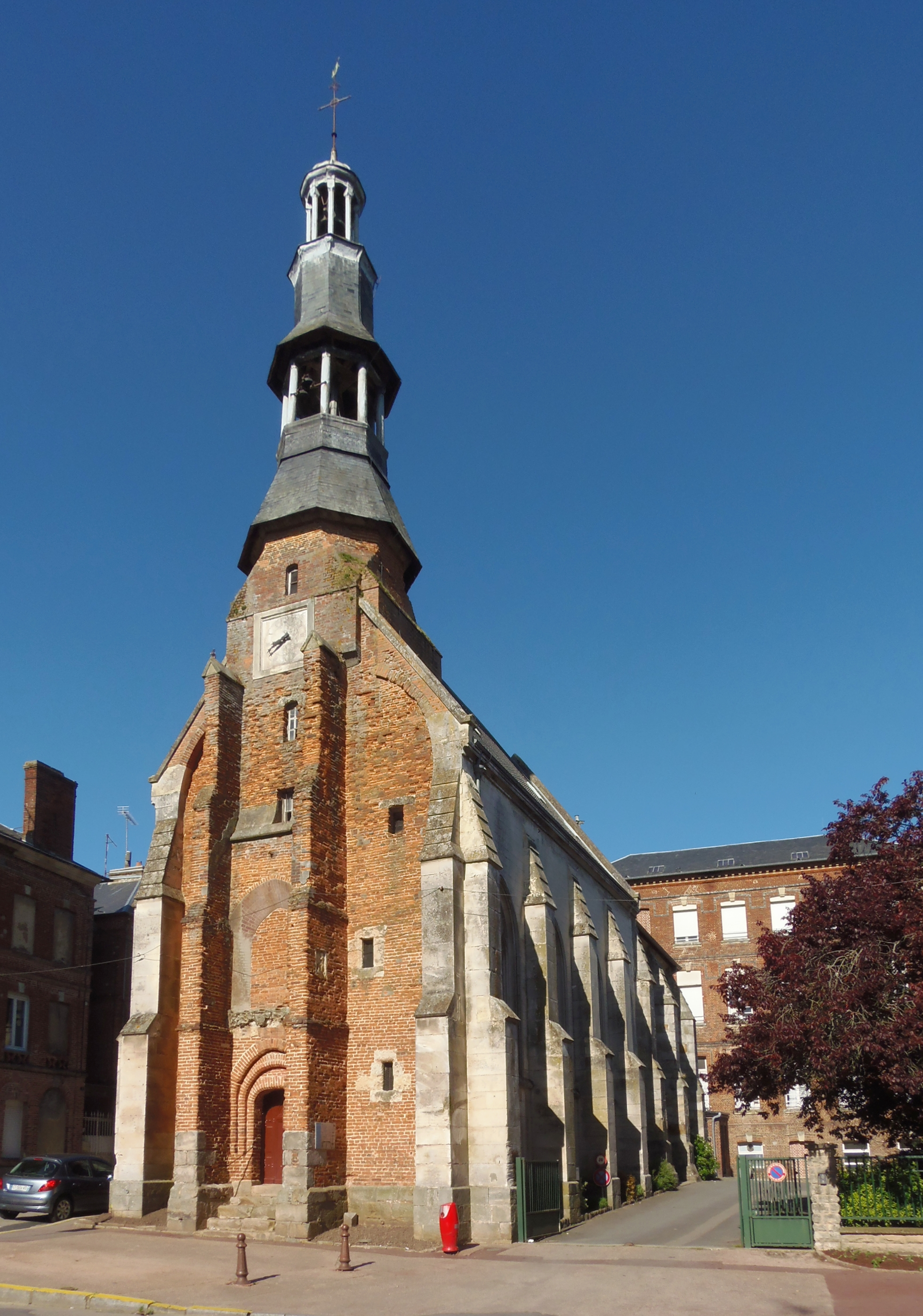
La chapelle de l'ancien hospice.

## Personnalités liées à la commune
- Antoine d'Estrées (v. 1529-1609), collecteur d'impôts à Orbec au début de sa carrière.
- Famille de Clare dont plusieurs membres furent seigneurs d'Orbec.
- Thomas Jean Monsaint (1725-1792), prêtre béatifié en 1926, a été curé de la commune.
- Marie-Laure Grouard (1822-1843), poétesse, élevée à Orbec.
- Jude Stéfan de son vrai nom Jacques Dufour (1939-2020), poète.
- Benoît Gysembergh (1954-2013), reporter-photographe à Paris Match depuis 1977, a passé son enfance à Orbec. Ses parents y ont tenu le bar-tabac-PMU La Civette.

### Naissances
- 1753 : Pierre Asselin, homme politique.
- 1783 : Denis Louis Martial Avenel, journaliste et homme de lettres.
- 1810 : Pierre-Victorien Lottin, dit Victor Lottin de Laval, archéologue et peintre.
- 1870 : Paul Bigot, architecte.
- 1891 : René Hell, acteur.
- 1915 : Pierre Chevalier, réalisateur.
- 1951 : Pierre Toutain-Dorbec, photographe, peintre, sculpteur, journaliste.

## Héraldique
| Blason de Orbec | Blason  | D'azur à la fleur de lys d'or, accompagnée de trois annelets du même. |
| Blason de Orbec | Détails |                                                                       |

## Orbec dans les arts
Claude Debussy a composé l'œuvre Jardins sous la pluie inspiré par le jardin, entraperçu de l'hôtel de Croisy, situé rue Grande, non loin de l'église Notre-Dame d'Orbec.

## Jumelages
- Kingsteignton (Royaume-Uni) depuis 1979.
- Frammersbach (Allemagne) depuis 1987.